# Ksenia Afanasjeva
Ksenia Dmitrievna Afanasjeva (Russisch: Ксения Дмитриевна Афанасьева) (Toela, 13 september 1991) is een Russisch toestelturnster gespecialiseerd in de vloer. Ze werd in 2011 wereldkampioene op die vloer en pakte met het Russische team zilver in de landenmeerkamp op de Olympische Spelen in Londen.

## Biografie
Afanasjeva moest verstek laten gaan voor de wereldkampioenschappen in 2007 nadat ze dat jaar zilver won op de balk op een wereldbekercompetitie. Ze kwalificeerde als zesde voor de meerkamp op de Olympische Spelen van 2008, maar omdat al twee landgenotes hoger scoorden kon zij niet naar de finale. Ze nam er wel deel aan de finale op de balk en eindigde er als zevende.
Op de Europese kampioenschappen in 2009 greep ze het zilver na Ksenia Semenova na een val van de balk. Ze werd ook vierde aan de brug. Het wereldkampioenschap liet ze wegens blessure aan zich voorbij gaan. In 2010 won ze de Beker van Japan in team en in meerkamp. Op de Pacifische Ring-kampioenschappen won ze brons in de meerkamp en de brug ongelijk.
Afanasjeva eindigde zeventiende in de meerkamp en achtste op de vloer op de wereldkampioenschappen in Rotterdam. Haar hoogste score op de vloer hielpen haar team wel mee aan het goud in de landenmeerkamp. Op de wereldkampioenschappen in Tokio het jaar nadien won het Russische team zilver. Zelf werd Afanasjeva zevende in de meerkamp en pakte goud op de vloer nadat ze door het uitvallen van Diana Bulimar en Viktoria Komova werd opgevist uit de reserve. Door deze prestatie werd ze in 2011 wereldkampioene op de vloer. Op de Olympische Spelen van 2012 in Londen pakte ze met het Russisch team zilver in de landenmeerkamp. Op de evenwichtsbalk eindigde ze op de vijfde en op de vloer op de zesde plaats.